# Специјални резерват природе Солила
Специјални резерват природе „Солила” је јединствени природни резерват птица који се налази на месту бивше солане, између аеродрома Тиват и полуострва Луштица, у Црној Гори, у општини Тиват. Простире се на површини од 150 хектара у мочварном делу приобалног појаса Тиватског залива и захвата неискоришћено поплавно подручје у пределу Грбаљског поља.
Тиватска солила су задржала својства природног станишта које окупља велики број врста флоре и фауне. На подручју некадашње активне солане развијена је слатинска вегетација, која се сматра посебном вредношћу. 
Локалитет је заштићен ради очувања ретких, проређених и угрожених биљних и животињских врста, првенствено орнитофауне и биљних заједница, а такође и као једно од кључних одморишта птица на њиховом миграторном путу (Adriatic Flyway). Овај резерват природе прво је заштићено подручје такве врсте на црногорској обали.
На Тиватским солилима регистровано је више од 110 врста птица, од којих више од 100 ужива одређени вид заштите. Осим птица Солила представљају станиште и за 14 врста водоземаца и гмизаваца које су од стране Међународне уније за заштиту природе (IUCN) сврстане у групу "рањиве" (VU), од чега три представљају угрожене врсте на ивици опстанка на глобалном нивоу (EN). Због свега овога Солила су 2008. године, Решењем Републичког завода за заштиту природе Црне Горе, стављена под заштиту као посебни (специјални) резерват природе и као таква уписана у Централни регистар заштићених објеката природе за Црну Гору.

## Историја
Први подаци о сланим базенима Тиватских солила могу се наћи још у средњовековним списима, у којима се описује значај ове солане за привреду суседног Котора, чији се просперитет добрим делом темељио на производњи и продаји соли. Чак се и Статутом овог града регулисала производња, увоз, извоз и продаја ове животне намирнице. Према историјским изворама, године 1425. солана је имала 109 парцела, од којих су 24 припадале Митрополиту Зете, 27 становницима Луштице, 10 становницима Ђурашевића, 32 Котору и 16 познатим которским породицама. У турским документима из 1683. године, када је ово подручје било под турском окупацијом, описује се да је ово подручје значајно за производњу соли, која представља 81% укупног прихода локалног становништва. Солана, која се налазила на простору који данас заузима Специјални резерват природе „Солила”, налази се на свим историјским картама овог подручја.
Према подацима из историјских архива, рад на Солилима се увек одвијао под будним оком солара (припремање подлога, изградња насипа, канала, пропуста), а берба соли, која се одвијала од априла до октобра, укључивала је сво локално радно способно становништво и теглећу стоку.
Активна производња соли на Солилима престала је у 18. веку, али су њен положај, изворна парцелација и неки елементи сачувани до данас и видљиви, посебно у северном делу Резервата. Са поновним успостављањем производње соли последњипут  покушано је 60-тих година 20. века, када је општина Тиват започела изградњу нове солане. Грађена је од 1959. до 1963. године и у њој се, према наводима, со брала само две сезоне, 1963. и 1964. За производњу соли из морске воде потребне су површине за концентрацију воде, кристализациони и таложни базени и резервоари. Приликом изградње нове солане урађена је регулација Широке реке и ободног канала. Део базена био је лоциран у мору, одвојен морским насипом који је такође тада изграђен, а чији су остаци видљиви и данас. Стари аустро-угарски пут Тиват - Кртоле реконструисан је у главни насип солане и обложен каменим блоковима од локалног кречњака. Између главног и новоизграђеног насипа видљиви су остаци базена за испарење и резервоара са попречним насипима. У делу испод главног насипа према мору виде се остаци кристализационих базена и базена за концентрацију соли. Сачувани су чак и дрвени кочићи који су служили за оплату доводних канала. Интегрални део комплекса солане је и управна зграда, саграђена на основу пројекта из 1959. године и она представља вредан пример архитектуре 20. века.
- Базени
- Дрвени кочићи за оплату доводних канала
- Главни насип
- Попречни насипи

Када се у Тивту започело са успостављањем нове солане, 60-их година 20. века, на европско тржиште почела је да пристиже со из солана на северу Африке где су, због повољнијих природних услова са пуно сунца и ветра, трошкови производње били знатно мањи него на Медитерану. Оваква ситуација проузроковала је пропадање око 200 мањих традиционалних солана, међу којима је била и солана на Солилима. Када су слане мочваре престале да се користе у предвиђену сврху, ове просторе почеле су да насељавају птице.

## Рељеф и клима
Подручје резервата настало је таложењем седимената на сливу река Коложун и Широке реке, као и људском активношћу током процеса добијања соли.
У овом подручју доминира медитеранскa клима, са благим, кишовитим зимама и топлим летима, са повременим утицајем планинске климе, који долази са околних обронака планине Ловћен.

## Вегетација
Најзначајнији тип вегетације на подручју напуштене солане на Солилима су халофити, биљке које расту на сланој и заслањеној подлози (слатине). Због слане подлоге ове биљке у својим меснатим стабљикама задржавају воду. Солила су једно од последњих станишта халофитне (слатинске) вегетације на источној обали Јадрана. У околним влажним подручјима доминира шикара, док је на узвишењима присутна макија, типична медитеранска вегетација.
Типични представних халофитне вегетације на Солилима је цаклењача (Salicornia europaea), једногодишња биљка која, услед недостатка азота у сланом тлу, током јесени добија изразито црвену боју. Она на Солилима формира читаве ливаде. Осим цаклењаче, за солила су карактеристичне и друге биљне врсте, какве су приморска сита (Juncus maritimus), срченица (Polygonum maritimum), обална пепељуга (Artiplex littoralis), представнику слатко - сланих мочвара Phragmitetalia australis и друге. Како су овакви комплексни типови природне вегетације на муљевито-глиновитој подлози већ ишчезли на већини станишта на источној обали Јадранског мора, очување компактности подручја Тиватских солила, као сигурног станишта халофитне вегетације, истиче се као посебан еколошки изазов. Распрострањење појединих биљних врста на територији Црне Горе, а које учествују у изградњи ове вегетације, ограничено је само на Тиватска солила и подручје Улцињске солане. Због ограниченог ареала, оне су заштићене црногорским законодавством.

## Водоземци и гмизавци
На подручју Тиватских солила регистровано је и 14 представника водоземаца и гмизаваца, од чега се на Црвеној листи налази 10 рањивих и 3 угрожене врсте. Све ове врсте доказују очуваност ове лагуне и њен потенцијал да обезбеди њихово дугорочно преживљавање. Врсте од посебног интереса за заштиту на Тиватским солилима су скадарска жаба (Rana shqiperica) и блавор (Ophisaurus apodus), као и типични представници за ово подручје, барска (Emys orbicularis) и речна корњача (Mauremys caspica)

## Птице
Од некада бројних приобалних мочварних станишта на Медитерану данас је остало неколико. На њиховим обалним лагунама и воденим стаништима данас се окупљају птице мочварице, на свом миграционом путу ка Африци и обратно. Солила су једно од ретких преосталих оваквих станишта за птице на источној обали Јадрана. Непосредна близина мора и прилично сачувана геоморфологија ове лагуне чине да она буде од посебног интереса за боравак птица. Плитка слана вода богата морским организмима и муљевито дно богато бентосом привлачи водене птице на исхрану, зимовање, и током јесење и пролећне сеобе. На Солилима је забележено око 47 врста птица водених станишта, од чега су 4 врсте стално присутне, око 35 зимују, док се 6 врста вероватно гнезде. Осим птица водених станишта, на Солилима су забележене и певачице, грабљивице и друге групе птица, укупно више од 110 врста, што не представља коначан списак, јер се сваке године региструје по неколико нових врста за то станиште.
- У плиткој морској води испред Солила чести су корморани, гњурци, галебови, баљошке и поједине врсте патака.
- Плићаци представљају извор хране за птице шљукарице и више врста чапљи, од којих су сива, велика бела и мала бела чапља присутне током целог лета.
- Макија, шикара и отворене површине током пролећа и јесени привлаче бројне врсте птица певачица, међу којима су најбројније плиске, бијелке (белогузе), траварке и ласте, а присутне су и неке врсте грабљивица, посебно еје.
- Током пролећа и лета, у време гнежђења, број птица се смањује. Дно базена некадашње солане пресуши, па птице водених и мочварних станишта немају услове за опстанак. Тада се на Солилима гнезде врсте типичне за медитеранско приобаље, међу којима се издвајају сврачци, стрнадице, грмуше и друге.[4]

### Неке од врста птица забележених у Резервату
- велики корморан, вранац (Phalacrocorax carbo)
- мали вранац, фендак (Phalacrocorax pygmeus).[3]
- јавански корморан (Microcarbo niger)
- жута чапља (Ardeola ralloides)
- велика бела чапља (Ardea alba)
- мала бела чапља (Egretta garzetta)
- сива чапља (Ardea cinerea)
- фламингоси (Phoenicopterus sp.)
- шљука (Numenius arquata)
- патка глувара (Anas platyrhynchos)
- патка кашикара (Anas clypeata)
- патка звиждарка (Anas penelope)
- мали гњурац (Gavia stellata)
- кржа (Anas crecca)
- водомар (Alcedo atthis)
- лиска, баљошка (Fulica atra)
- еја мочварица  (Circus aeruginosus)
- властелица (Himantopus himantopus)
- црнотрба спрутка (Calidris alpina)
- прудник убица (Calidris pugnax)
- црвеноноги спрудник (Tringa totanus)
- спрудник мигавац (Tringa glareola)
- речни галеб (Chroicocephalus ridibundus)
- сињи, односно жутоноги галеб (Larus michahellis)
- траварка (Saxicola rubetra)
- планинска бијелка (Oenanthe oenanthe)
- жута пастирица (Motacilla flava)
- руси сврачак (Lanius collurio)
- белобрка грмуша (Sylvia cantillans)
- велика стрнадица (Miliaria calandra)[4]
- шљунак, зијавац (Glareola pratincola)
- орао рибар, или морски јастреб (Pandion haliaetus)
- кобац (Accipiter nisus)[1]

- Jавански корморан (Microcarbo niger)
- Шљука (Numenius arquata)
- Мали гњурац (Gavia stellata)
- Властелица (Himantopus himantopus)
- Прудник убица (Calidris pugnax)
- Жутоноги галеб (Larus michahellis)
- Траварка (Saxicola rubetra)
- Планинска бијелка (Oenanthe oenanthe)
- Белобрка грмуша (Sylvia cantillans)
- Велика стрнадица (Miliaria calandra)

## Солила као специјални резерват природе
Због значаја за опстанак флоре која се ретко где данас може наћ на 800 км дугој источној обали Јадрана, као и због чињенице да је ово подручје станиште бројним угроженим врстама водоземаца, гмизаваца и птица, Солила су 2008. године заштићена као специјални флористичко фаунистички резерват, први такве врсте на црногорској обали и прво заштићено подручје на обали после 1968. године, када је заштићен велики број плажа. Солила су Емералд станиште Бернске конвенције и Подручје од међународног значаја за боравак птица у Црној Гори - ИБА.
Године 2013. овај резерват уврштен је на Листу мочвара од међународног значаја Рамсарска конвенција. Од 2014. године резерватом управља Јавно предузеће за управљање морским добром Црне Горе. Године 2018 Специјални резерват природе „Солила” постао је члан мреже Паркова Динарида.
У складу са Законом о заштити природе у резервату је дозвољено:
- вршити посете у циљу праћења стања природе, образовања и туризма, под условом да се не узнемиравају популације животињских врста и не нарушавају њихова станишта, као ни станишта биљака и гљива.

Према истом закону у резервату је забрањено:
- вршење активности које могу нарушити својства резервата због којих је проглашен заштићеним подручјем, какве су исушивање земљишта, промена водног режима или рељефа терена
- изградња објеката и путне инфраструктуре
- вађење минерала
- кретање или вожња ван означених стаза за кретање
- намерно уношење и ширење неаутохтоних биљних и животињских врста
- узнемиравање, хватање и убијање животиња, лоњ и риболов, брање и прикупљање биљака
- сидрење, паљење логорске ватре
- мењање природних вредности подручја

Посета Резервату је слободна за све љубитеље природе током целе године, а најлепши период за посету је пролеће или јесен.
- Улаз у Резерват
- Инфо-табла са правилима понашања
- Осматрачница за посматрање птица
- Видиковац поред главног магистралног пута